# مامادو سيك
مامادو سيك (بالفرنسية: Mamadou Seck) (23 أغسطس 1979 بروفسك في السنغال - ) هو لاعب كرة قدم سنغالي في مركز الدفاع. شارك مع منتخب السنغال لكرة القدم. أما مع النوادي، فقد لعب مع سكونثورب يونايتد وشيفيلد يونايتد وقيصري إيرسيسبور ونادي أجاكسيو ونادي تولوز ونادي لوهافر ونيم أولمبيك.

## وصلات خارجية
- مامادو سيك على موقع قاعدة بيانات كرة القدم.إي يو (الإنجليزية)
- مامادو سيك على موقع ناشيونال فوتبول تيمز (الإنجليزية)
- مامادو سيك على موقع Soccerbase.com (لاعب) (الإنجليزية)